# John Aimoku Dominis
John Aimoku Dominis, né le 7 janvier 1883 à Waikiki (Hawaï) et mort le 7 juillet 1917 à Honolulu (Hawaï), est un prince royal hawaïen et second fils de la reine Liliʻuokalani et du prince John Owen Dominis.

## Biographie

### Naissance et famille
John Aimoku est né le 7 janvier 1883, dans la résidence privée de sa mère à Waikiki. Le garçon était le troisième enfant et le second fils de la reine Liliʻuokalani et de son époux John Owen Dominis. Son père était un Américain de Schenectady, qui a occupé de nombreux postes politiques, y compris en tant que gouverneur d'Oahu pendant les règnes des Kamehameha et de la maison de Kalākaua, dans laquelle il s'est marié. Sa mère était la sœur et l'héritière du roi David Kalākaua, auquel elle succède en 1891. Outre Aimoku, le couple royal a également deux autres enfants : Lydia Aholo et Joseph Kaiponohea. 
Après la chute de la monarchie et la proclamation de la République d'Hawaï, les îles ont été annexées aux États-Unis et sont devenues le territoire d'Hawaï. Les révolutionnaires et les annexationnistes ont ouvertement critiqué la mère d'Aimoku afin de saper la réputation de l'ancienne reine. Pendant cette période politiquement turbulente, Aimoku a fréquenté l'ancienne école royale des princes.

### Carrière et décès

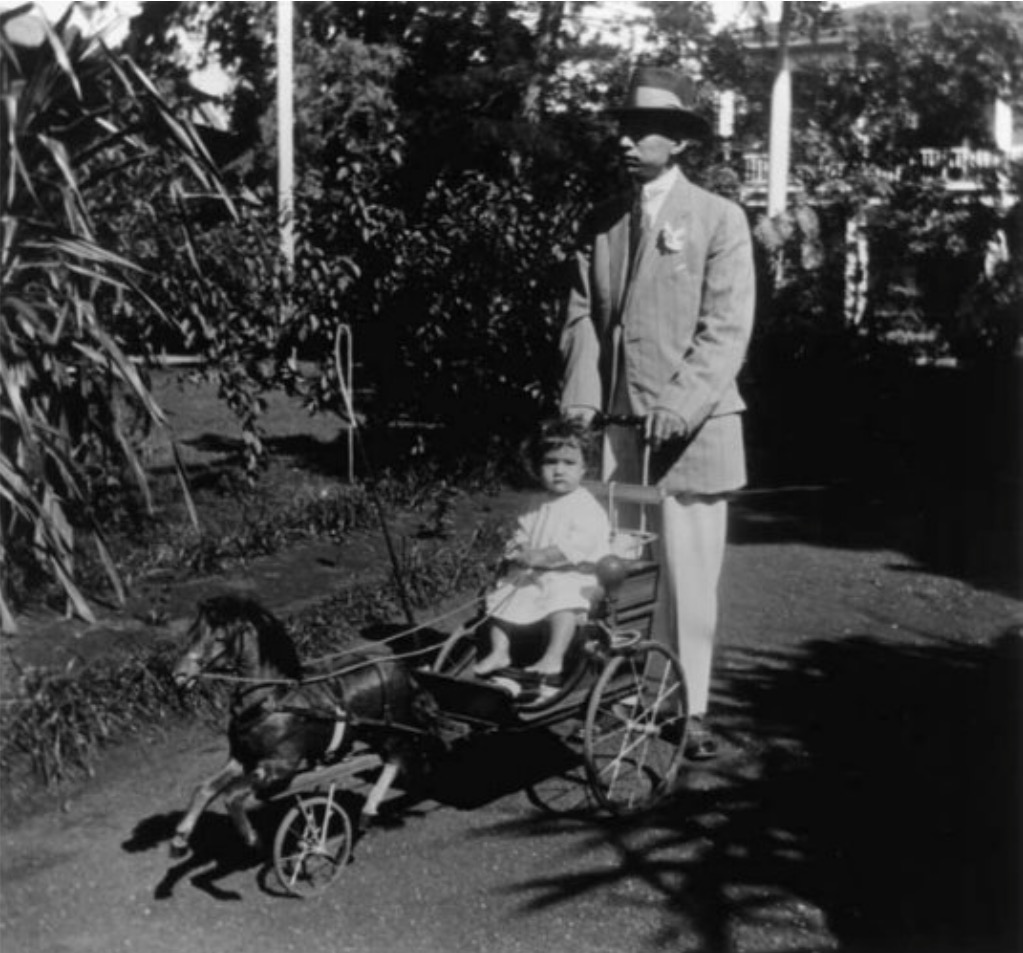
John Aimoku et son fils, John Owen, en 1913.

En 1909, il a été inclus dans la fiducie d'actes de Liliʻuokalani et a également été nommé fiduciaire. Son intention était de lui donner, ainsi que la maison personnelle de Dominis, Washington Place, un domaine à vivre pour lui-même et ses descendants. Par la suite, John Aimoku a servi comme greffier adjoint de Henry Smith au tribunal de circuit local et a ensuite travaillé dans l'entreprise d'assurance dans le bureau de Bishop Trust Company avant de contracter la maladie.
Le 7 juillet 1917, après avoir souffert d'une longue maladie considérée comme désespérée pendant plusieurs jours, Aimoku meurt à la résidence McInerny près de Honolulu. Il avait trente-quatre ans. Après un service funéraire à la Cathédrale d'Andrews, il a été incinéré et ses restes enterrés au cimetière d'Oahu. Il a laissé dans le deuil sa veuve, ses enfants ainsi que sa mère, qui s'éteint quatre mois plus-tard.

### Mariage et descendance
Aimoku a épousé Sybil Frances Kahulumanu McInerny (1891-1994), le 19 juin 1911, dans la demeure de Washington Place à Honolulu. Sa femme était la fille d'Edward Aylett McInerny et de Rose Kapuakomela Stillman Wond McInerny, tous deux issus de vieilles familles hawaïennes. Ensemble, ils ont eu trois enfants : 
- John Owen (1912-1933), qui, après la mort de Liliʻuokalani en novembre 1917, devient le nouvel héritier en titre du trône d'Hawaï ;
- Sybil Frances (1914-1998), héritière du titre royal entre 1933 et 1998 ;
- Virginia Beatrice (1916-2007), héritière du titre royal entre 1998 et 2007.